# Milkuń
Milkuń (biał. Мількунь; ros. Милькунь) – wieś na Białorusi, w obwodzie witebskim, w rejonie dokszyckim, w sielsowiecie Biehomla. W 2009 roku liczyła 14 mieszkańców.